# رويال رامبل (2020)
رويال رامبل 2020 حدث رياضي من إنتاج شركة دبليو دبليو إي سيقام في يوم 26 يناير 2020 في مدينة هيوستن بولاية تكساس ويعتبر الحدث الثالث والثلاثين من مهرجان رويال رامبل.

## النتائج
فاز درو ماكنتاير في مباراة 30 للرجال بعد إقصاء رومان رينز.

فازت شارلوت فلير في مباراة 30 للسيدات بعد إقصاء شاينا بازلر.

## روابط خارجية
- رويال رامبل 2020 على موقع IMDb (الإنجليزية)
- رويال رامبل 2020 على موقع قاعدة بيانات الفيلم (الإنجليزية)
- رويال رامبل 2020 على موقع كينوبويسك (الروسية)